# Tremilo
En la mitología griega Tremilo (en griego antiguo Τρεμίλου o Τρέμιλος) o Tremiles (Τρεμίλης) fue el héroe epónimo de Tremile, la región del sur de Asia Menor que después recibió el nombre de Licia. Estaba casado con la ninfa Praxidice, hija de Ogyges. La pareja tuvo cuatro hijos: Tloo, Janto, Pinaro y Crago. Cuando Tremilo murió, Belerofonte cambió el nombre a los tremilenses por el de licios. Hecateo los llama «tremilas» en el cuarto libro de sus Genealogía.